# 異腹背甲鯰
異腹背甲鯰，為輻鰭魚綱鯰形目甲鯰科的其中一種，為亞熱帶淡水魚，分布於南美洲巴西Jacuí河流域，棲息在底層水域，生活習性不明。

## 扩展阅读
維基物種上的相關：異腹背甲鯰